# Peter Capaldi
Peter Dougan Capaldi (Glasgow, 14 de abril de 1958) é um ator e cineasta britânico nascido na Escócia.
Em 1995, o seu curta-metragem Franz Kafka's It's a Wonderful Life ganhou o prêmio da Oscar de melhor curta-metragem em live action. Trabalhando como ator, ele é mais conhecido pelo papel de Oldsen no Local Hero. Sua aparição como John Frobisher em Torchwood. Trabalhou também na série The Thick of It e no filme In the loop. Em dezembro de 2013 passou a atuar como o décimo segundo Doutor da série britânica Doctor Who, substituindo Matt Smith. Deixou o programa em 2017, no especial de Natal "Eram Duas Vezes" e passou o posto para Jodie Whittaker.

## Infância e juventude
Capaldi nasceu em Glasgow. A família de sua mãe era de Killeshandra, County Cavan, Irlanda, e seu pai era de Picinisco, na Itália. Sua família administrava uma sorveteria no distrito de Springburn, onde eram conhecidos da família de Armando Iannucci criador da série The Thick of It, embora os dois não se conhecessem.
Desde pequeno, Capaldi sonhava em ser ator e participar de Doctor Who - como comprovado por uma nota de leitor publicada por uma revista escocesa de 1964 -, e demonstrou bastante talento para atuação ainda no primário. Quando ainda estava no colegial, ele foi um membro do Antonine Players, um grupo de teatro que fazia encenações no Fort Theatre, em Bishopbriggs. Como um estudante de arte, Capaldi foi vocalista do "Dreamboys", uma banda de punk rock, que trazia o futuro comediante Craig Ferguson como baterista.

## Carreira
Capaldi é conhecido por interpretar Malcolm Tucker, um spin doctor, em The Thick of It, um famoso sitcom da BBC, escrito pelo seu amigo Armando Iannucci, um descendente de escoceses e italianos, e também pelo trabalho feito na série britânica Doctor Who, no qual interpretou o 12th Doutor. Em 2006, Capaldi foi nomeado para o BAFTA e também para o "RTS Best Comedy Actor Awards". Ele ganhou o BAFTA 2010 para o Award for Male Performance in a Comedy Role. Um filme spin-off da série The Thick of It, intitulado de In the Loop, foi lançado em 2009.
Capaldi tem aparecido em mais de quarenta filmes e programas de televisão desde sua aparência como Danny Oldsen no aclamado Local Hero (de 1983). Ele teve o papel de protagonista em The Lair of the White Worm (de 1988) do diretor Ken Russell; e teve também um papel de destaque em Dangerous Liaisons (também de 1988) do diretor Stephen Frears. Em 1985, no episódio "Life in the Fast Food Lane" do seriado britânico Minder, ele interpretou um homem chamado Ozzy.
Em 1995, Capaldi ganhou um Oscar de melhor curta-metragem em live action e um BAFTA pelo seu filme Franz Kafka's It's a Wonderful Life. Ele também escreveu Soft Top, Hard Shoulder (que foi vencedor do London Film Festival) e Strictly Sinatra, no qual também foi diretor.
Ele participou também da comédia Our Brave Boys da BBC Radio. Seu primeiro papel na televisão foi interpretando Luke Wakefield, um gay que imagina ter presenciado um crime, na série Mr Wakefield's Crusade, também da BBC.
Em 1999, na série Psychos, do canal britânico Channel 4, ele interpretou um matemático com desordem bipolar. Ele fez uma aparência no sitcom Peep Show, interpretando um professor da universidade. E fez também o papel de um suspeito na série Waking the Dead, de 2007. Em Neverwhere, uma série fantasmagórica de Neil Gaiman, ele interpretou o Anjo Islington.
Em 2007, Capaldi fez o papel de Mark Jenkins (o pai de Sid Jenkins), no drama adolescente Skins, do canal E4. Em 2008, ele voltou à série Skins, novamente no mesmo papel, onde acabou morrendo no terceiro episódio da série. Ele apareceu em Magicians, um filme britânico. Em 2008, ele fez o papel de Rei Charles I na série The Devil's Whore, do canal Channel 4.
Ele fez a dublagem de Haunted Hogmanay na animação da Kolik Films em 2006.
Em 2009, Capaldi dirigiu o sitcom Getting On do canal BBC Four, escrito e estrelado pelas atrizes Jo Brand, Joanna Scanlan e Vicki Pepperdine, em um episódio em que ele apareceu como um médico. Mais tarde, porém naquele mesmo ano, ele escreveu e atuou em A Portrait of Scotland, um documentário sobre os 500 anos na história da pintura escocesa.
Capaldi é também um bem sucedido narrador de Audiobook. Ele narrou diversos trabalhos de Iain Banks.
Em 04 de agosto de 2013 foi apresentado oficialmente, durante o programa especial "Doctor Who Live: The Next Doctor", como o ator que iria interpretar o 12º Doutor na série de TV britânica Doctor Who, substituindo Matt Smith após o tradicional especial de natal no final do ano. O ator ficou no show durante três temporadas e passou o título de Doutor para Jodie Whittaker, em 2017.

## Vida Pessoal
Em 2009, durante uma entrevista a Jonathan Ross, da BBC Radio 2, Capaldi descreveu a si mesmo como tendo vindo de um "campo do Partido Trabalhista". Ele é um patrono da "Associação para Pesquisa Internacional do Câncer" e também do "Aberlour Child Care Trust", um fundo de caridade para crianças escocesas. Ele vive em Crouch End, uma área ao norte de Londres, com sua esposa Elaine Collins e filha.

## Rádio
Peter Capaldi atua também ao lado de Jack Dee em um humorístico programa de rádio chamado The News at Bedtime entre 2009 e 2010.

## Filmografia

### Cinema
| Ano  | Título                                     | Papel                   | Outras notas |
| ---- | ------------------------------------------ | ----------------------- | --- |
| 1982 | Living Apart Together                      | Joe                     | |
| 1983 | Local Hero                                 | Oldsen                  | |
| 1984 | Turtle Diary                               | Assistente Keeper       | |
| 1988 | The Love Child                             |                         | |
| 1988 | The Lair of the White Worm                 | Angus Flint             | |
| 1988 | Dangerous Liaisons                         | Azolan                  | |
| 1991 | December Bride                             | Jovem Sorleyson         | |
| 1992 | Soft Top Hard Shoulder                     | Gavin Bellini           | |
| 1994 | Captives                                   | Simon                   | |
| 1995 | Franz Kafka's It's a Wonderful Life        |                         | Curta-metragem Argumentista, realizador Óscar de Melhor Curta-Metragem em Live Action Angers European First Film Festival: Prémio do público de melhor curta-metragem Prémio BAFTA de Melhor Curta-Metragem |
| 1997 | Mr.Bean: The Ultimate Disaster Movie       | Gareth                  | |
| 1997 | Shooting Fish                              | Sr. Gilzean             | |
| 1997 | Smilla's Sense of Snow                     | Birgo Lander            | |
| 1998 | What Rats Won't Do                         | Tony                    | |
| 1999 | The Greatest Store in the World            | Sr. Whiskers            | |
| 2000 | Mrs Caldicot's Cabbage War                 | Derek                   | |
| 2001 | Strictly Sinatra                           |                         | Argumentista, realizador |
| 2002 | Max                                        | David Cohn              | |
| 2002 | Mrs Caldicot's Cabbage War                 | Derek                   | |
| 2002 | Solid Geometry                             | David Hunter            | |
| 2003 | Shotgun Dave Rides East                    | Rob                     | |
| 2004 | Modigliani                                 | Jean Cocteau            | Como Peter Capaldi |
| 2004 | Niceland (Population. 1.000.002)           | John                    | |
| 2004 | Wild Country                               | Pai Steve               | |
| 2005 | House of 9                                 | Max Roy                 | |
| 2005 | The Best Man                               | Padre                   | |
| 2006 | Pinochet in Suburbia                       | Andy McEntee            | |
| 2007 | Magicians                                  | Mike Francis            | |
| 2009 | In the loop                                | Malcolm Tucker          | Prémio Chlotrudis de Melhor Elenco Prémio Chlotrudis de Melhor Ator Secundário Nomeação—Central Ohio Film Critics Association Melhor Ator Secundário (2º lugar) Nomeação—British Independent Film Award Melhor Ator Nomeação—Chicago Film Critics Association Award Melhor Ator Secundário Nomeação—Evening Standard British Film Awards: Prémio de Comédia Peter Sellers Nomeação—International Cinephile Society Award Melhor Ator Secundário(2º lugar) Nomeação—London Film Critics Circle Award Ator Britânico do Ano Nomeação—Los Angeles Film Critics Association Award Melhor Ator Secundário (2º lugar) Nomeação—New York Film Critics Circle Award Melhor Ator Secundário (3º lugar) Nomeação—Online Film Critics Society Award Melhor Ator Secundário |
| 2012 | Big Fat Gypsy Gangster                     | Peter VanGellis         | |
| 2012 | The Cricklewood Greats                     |                         | Argumentista, realizador |
| 2013 | World War Z (filme)                        | Médico da OMS           | |
| 2013 | The Fifth Estate                           | Alan Rusbridger         | |
| 2014 | Maleficent                                 | King Kinloch            | |
| 2014 | Paddington                                 | Sr. Curry               | |
| 2018 | Christopher Robin                          | Abel                    | Voz |
| 2019 | A Vida Extraordinária de David Copperfield | Sr. Micawber            | |
| 2021 | O Esquadrão Suicida                        | Clifford DeVoe/Pensador | Pós-Produção |

### Televisão
| Ano        | Título                                | Papel                       | Outras notas |
| ---------- | ------------------------------------- | --------------------------- | --- |
| 1984       | Crown Court                           | Eamonn Donnelly             | Episódio: "Big Deal" |
| 1985       | Minder                                | Ozzy                        | Temporada 6, Episódio 2: "Life in the Fast Food Lane" |
| 1985       | Travelling Man                        |                             | Temporada 2, Episódio 6: "Blow-Up" |
| 1985       | John and Yoko: A Love Story           | George Harrison             | |
| 1986       | C.A.T.S. Eyes                         | Caldicott                   | Temporada 2, Episódio 2: "Powerline" |
| 1989       | Rab C. Nesbitt                        | Pregador                    | Episódio: "Rab C. Nesbitt's Seasonal Greet" |
| 1989       | Shadow of the Noose                   | Robert Wood                 | |
| 1989       | Dramarama                             | Embaixador britânico        | Temporada 7, Episódio 7: "Rosie the Great" |
| 1990       | Ruth Rendell Mysteries                | Zeno Vedast                 | 3 episódios |
| 1991       | Agatha Christie's Poirot              | Claude Langton              | Temporada 3, Episódio 4: "Wasps' Nest" |
| 1991       | Selling Hitler                        | Thomas Walde                | |
| 1991       | Titmuss Regained                      | Ken Cracken                 | 3 episódios |
| 1992       | Mr Wakefield's Crusade                | Luke Wakefield              | |
| 1992       | Early Travellers in North America     | Robert Louis Stevenson      | |
| 1992       | The Secret Agent                      | Sr. Vladimir                | |
| 1993       | The Comic Strip Presents...           | John                        | Temporada 5, Episódio 6: "Jealousy" |
| 1993       | Stay Lucky                            | Robin                       | Temporada 4, Episódio 2: "The Driving Instructor" |
| 1993       | Prime Suspect                         | Vernon "Vera" Reynolds      | 3ª temporada |
| 1994       | Chandler & Co                         | Larry Blakeson              | |
| 1994       | The All New Alexei Sayle Show         | Doug Hatton                 | Episódio: "Drunk in Time" |
| 1994; 1996 | The Vicar of Dibley                   | Tristan Campbell            | 2 episódios |
| 1996       | Delta Wave                            | Dinsdale Draco              | 2 episódios |
| 1996       | Neverwhere                            | Islington                   | 4 episódios |
| 1996       | The Crow Road                         | Rory McHoan                 | 4 episódios |
| 1997       | The History of Tom Jones, a Foundling | Lord Fellamar               | 3 episódios |
| 2001       | High Stakes                           | Michael Calderwood          | Temporada 1, Episódio 6: "Dream Team" |
| 2003       | In Deep                               | Jeremy                      | Temporada 3, Episódio 7: "Character Assassination: Part 1"                                                                                                   |
| 2003       | Fortysomething                        | Dr. Ronnie Pilfrey          | 5 episódios |
| 2003       | Judge John Deed                       | Alan Roxborough, MP         | Temporada 3, Episódio 3: "Conspiracy" |
| 2004       | Sea of Souls                          | Gordon Fleming              | Episódio: "Seeing Double" |
| 2004       | My Family                             | Colin Judd                  | Temporada 5, Episódio 10: "Dentist to the Stars" |
| 2004       | Foyle's War                           | Raymond Carter              | Temporada 3, Episódio 4: "War of Nerves" |
| 2004       | Peep Show                             | Professor Alistair MacLeish | Temporada 2, Episódio 4: "University Challenge" |
| 2005       | The Afternoon Play                    | Billy Shannon               | Temporada 3, Episódio 5: "The Singing Cactus" |
| 2005-2012  | The Thick of It                       | Malcolm Tucker              | British Academy Television Award Melhor Ator de Comédia British Comedy Award Melhor Ator de Televisão British Comedy Award Melhor Ator de televisão          |
| 2006       | Donovan                               | Dr. Angus Baldwin           | Temporada 1, Episódio 3 |
| 2006       | Midsomer Murders                      | Lawrence Barker             | Temporada 9, Episódio 5: "Death in Chorus" |
| 2006       | Haunted Hogmanay                      | Jeff Wylie                  | Voz |
| 2006       | Aftersun                              | Jim                         | |
| 2007       | Waking the Dead                       | Lucien Calvin               | Episódio: "The Fall" |
| 2007       | Coming Up                             | Joe                         | Episódio: "Brussels" |
| 2007       | Fallen Angel                          | Henry Appleton              | |
| 2007-2008  | Skins                                 | Mark Jenkins                | 3 episódios |
| 2008       | Doctor Who                            | Caecilius                   | Temporada 4, Episódio 2: "The Fires of Pompeii" |
| 2008       | Midnight Man                          | Trevor                      | |
| 2008       | Glendogie Bogey                       | Jeff Wylie                  | Voz |
| 2008       | The Devil's Whore                     | Rei Carlos I                | |
| 2009       | Torchwood: Children of Earth          | John Frobisher              | |
| 2009       | Getting On                            | Doutor                      | 1 episódio. Realizou a primeira e a segunda temporadas |
| 2009       | A Portrait of Scotland                | Ele próprio                 | Argumentista |
| 2010       | Ten Minute Tales                      | The Man                     | |
| 2010       | Accused                               | Frank Ryland                | Temporada 1, Episódio 3 |
| 2010       | The Nativity                          | Baltazar                    | 4 episódios |
| 2011       | The Penguins of Madagascar            | Tio Nigel                   | Voz. 1 episódio |
| 2011       | The Suspicions of Mr Whicher          | Samuel Kent                 | |
| 2011       | The Field of Blood                    | Dr. Pete                    | 4 episódios |
| 2012       | The Cricklewood Greats                | Ele próprio                 | Argumentista |
| 2012       | The Hour                              | Randall Brown               | Nomeação - British Academy Television Awards Melhor Ator Secundário                                                                                          |
| 2013       | Inside the Mind of Leonardo           | Leonardo da Vinci           | Documentário |
| 2013-2017  | Doctor Who                            | Doutor                      | 7ª temporada Episódio: "The Day of the Doctor" (Especial de 50 Anos) 7ª temporada Episódio: "The Time of the Doctor" 8ª temporada 9ª temporada 10ª temporada |
| 2014       | The Musketeers                        | Cardeal Armand Richelieu    | 1ª temporada |

### Jogos eletrônicos
| Ano  | Título                      | Personagem | Outras notas |
| ---- | --------------------------- | ---------- | ------------ |
| 2015 | LEGO Dimensions: Doctor Who | Doutor     | Voz          |